# Tryptamin

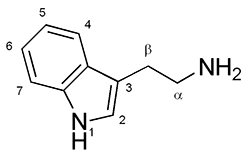
Strukturformel

Tryptamin är en grupp biogena monoaminer och alkaloider som finns i växter och djur. En form av tryptamin är serotonin.
Den bygger på en indol-ring och är kemiskt besläktad med aminosyran tryptofan från vilken den är ett derivat. Tryptamin finns som spårämne i hjärnan hos däggdjur och tros spela en roll som neuromodulator eller neurotransmittor.
Det finns en hel grupp av kemiska ämnen som bygger på samma struktur som tryptamin och de kallas tryptaminer.